# Eichmann (film)
Eichmann is een Brits-Hongaarse biografische film over het verhoor van Adolf Eichmann. Geregisseerd door Robert Young, speelt Duits acteur Thomas Kretschmann Eichmann in de film en Troy Garity als Eichmanns Israëlische ondervrager, Avner Less. De film werd voor het eerst uitgebracht in Brazilië in september 2007 en kwam uit in de Verenigde Staten op oktober 2010.

## Synopsis
Hij werd de architect van de Holocaust genoemd: SS-Obersturmbannführer Adolf Eichmann. Na de Tweede Wereldoorlog vlucht hij met een vals paspoort naar Argentinië, waar hij in 1960 door de Israëlische geheime dienst wordt ontvoerd. Het is de taak van Avner Less, een jonge Israëlische officier, om Eichmann te ondervragen. Het wordt een psychologische interactie tussen de twee mannen, waarvan de uitkomst de jonge staat Israël voor altijd zal veranderen...

## Rolverdeling
- Thomas Kretschmann - Adolf Eichmann
- Troy Garity - Hoofdofficier Avner Less
- Franka Potente - Vera Less
- Stephen Fry - Minister Tormer
- Tereza Srbova - Barones Ingrid von Ihama
- Delaine Yates - Miriam Fröhlich
- Judit Viktor - Ann Marie
- Stephen Greif - Hans Lipmann
- Tilly O'Neil - Hannah Less
- László Bereczki - David Less
- Bernadett Kis - Sarah
- Scott Alexander Young - Robert Servatius
- Béla Fesztbaum - Dr. Kastner
- Péter Ambrus - Abraham Less